# MANTIS防空システム
従来、NBS-C-RAM（Nächstbereichschutzsystem Counter Rcket, Artillery, and Mortar）と呼ばれていたMANTIS防空システム（MANTIS Air Defence System、Modular, Automatic and Network Capable Targeting and Interception System）は、基地防衛を目的としたドイツ空軍超短距離防空防御システム。このシステムは、ドイツのラインメタル傘下のラインメタル・エア・ディフェンスが開発した。これはドイツ空軍の将来のSysFla防空計画の一部である。

## システム
MANTISシステムは飛来する弾丸が目標に非常に近距離まで到達する前にこれを検知、追跡、撃墜することを目的としている。このシステム自体はエリコン・コントラヴェス（現在はラインメタル・エア・ディフェンス）のスカイシールド防空砲システムをもとにしている。MANTISシステムは6門の35mm自動砲（毎分1,000発の発射速度）、1基の統制ユニット、2基のセンサーユニットで構成されている。この砲は、スイスのラインメタル兵器軍需品社（旧エリコン・コントラヴェス・パイロテック）が開発したプログラム可能なAHEAD弾を発射する。この砲弾には1個あたり3.3グラム（51グレイン）のタングステン子弾152個が搭載されている。
MANTISのレーダーは標的を2秒以内に捕捉し、砲の1門で36発バースト射撃を行い攻撃する。1基のレーダーで誘導される砲2門はそれぞれ複数の標的を攻撃することができる。手動で起動された後、システムは完全に自動で動作する。
当初、ドイツ陸軍は2009年に最初のバッチのシステム2基を発注し、2013年に納入される予定で、その後、さらにシステム2基が続く予定だったが、こちらは購入されなかった。両方のMANTISシステムは、すべての防空任務を担当するドイツ空軍に移管され、ドイツ空軍は2011年1月1日に最初のMANTISシステムを取得した
。
2017年に、砲抜きで初めてマリに展開された 。最初のシステム2基のコストはおよそ1億1080万ユーロであり、さらに2000万ユーロがトレーニングとドキュメント作成のために使用された。約1340万ユーロ相当の追加契約では、ラインメタル社はドイツ連邦軍に該当する弾薬も納入する予定となっている。
2023年2月、ドイツはMANTISシステムがスロバキアの防空能力を強化するために恒久的にスロバキアに寄付されることを発表した。
2023年10月24日、スロバキア共和国軍（Ozbrojené sily Slovenskej republiky）はニトラの第11空軍旅団でドイツ空軍からMANTIS防空システムを受領した。同システムの任務は、ウクライナと接する東側の国境の防御を強化することになる。

## 運用国

### 以前の運用国
- ドイツ: 2012年にシステム2基を導入[8]。2023年にシステム2基をスロバキアに寄付[9]。

### 現在の運用国
- スロバキア: 2023年にドイツからシステム2基を受領[9]。